# Салишки народи
Салишки народи су породица северноамеричких домородачких народа, који говоре језицима из салишке породице језика. Насељавају северозападне америчке државе Вашингтон, Орегон, Ајдахо и Монтана, као и провинцију Британска Колумбија у Канади.
Салишка породица народа је једна од највећих северноамеричких домородачких породица народа, поред атабасканске, алгонквинске, јутоастечке, ирокешке, маскогијске и сиуанске породице народа.

## Име
Име Салишке породице народа потиче од сопственог назива народа Салиш или Флатхед, једног од салишких народа.

## Народи
Салишки народи:
- I) Белакула 
  - Белакула (енгл. Bella Coola)
- II) Приобални Салиши
  - А) Северни Приобални Салиши
    - Комокс (енгл. )
    - Пентлач  (енгл. Pentlatch)
    - Шишал (енгл. Shishalh и енгл. Sechelt)

  - Б) Централни Приобални Салиши
    - Сквомиш (енгл. )
    - Халкомелеми (енгл. Halkomelem)
      - Острвски Халкомелеми
        - Ковичан (енгл. Cowichan)
        - Нанус (енгл. Nanoos)
        - Нанајмо (енгл. Nanaimo)
        - Шамејнас (енгл. Chemainus)
        - Малахат (енгл. Malahat)

      - Доњоречни Халкомелеми 
        - Мусквим (енгл. Musqueam)
        - Тавасон (енгл. Tsawwassen)
        - Салилвот (енгл. Saleelwat)
        - Квантлин (енгл. Kwantlen)
        - Коквитлам (енгл. Coquitlam)
        - Никомекл (енгл. Nicomekl)
        - Каци (енгл. )

      - Горњоречни Халкомелеми
        - Мацкви (енгл. Matsqui)
        - Сумас (енгл. Sumas)
        - Никомен (енгл. Nicomen)
        - Скаулиц (енгл. Scowlitz)
        - Стејлис енглески назив Шахејлис (енгл. Sts'Ailes, енгл. )
        - Горњи Столо (енгл. Upper Stalo)
          - Чиливак (енгл. Chilliwack)
          - Пилалт (енгл. )
          - Тејт (енгл. )

    - Нуксак (енгл. )
    - Северномореусци (енгл. Northern Straits)
      - Лами (енгл. )
      - Санич (енгл. Saanich)
      - Самиш (енгл. Samish)
      - Семиаму (енгл. Semiahmoo)
      - Сук (енгл. )
      - Сонгхиз (енгл. Songhees)

    - Клалам (енгл. Klallam или енгл. Clallam)

  - В) Јужни Приобални Салиши
    - Лашутсиди (енгл. Lushootseed)
      - Северни Лашутсиди
        - Свиномиш (енгл. Swinomish)
        - Стилагвамиш (енгл. Stillaguamish)
        - Скајкомиш (енгл. Skykomish)
        - Снохомиш (енгл. )
        - Скаџит (енгл. Skagit)

      - Јужни Лашутсиди
        - Дувамиш (енгл. )
        - Суквомиш (енгл. )
        - Снокволми (енгл. )
        - Пјуалап (енгл. )
        - Сквоксин, (енгл. Squaksin)
        - Нискволи (енгл. Nisqually)

    - Твана (енгл. Twana)

  - Г) Југозападни Приобални Салиши
    - Каулиц (енгл. Cowlitz)
    - Шахејлис (енгл. Chehalis)
    - Квинолт (енгл. Quinault)
- III) Тиламуци (енгл. Tillamook)
  - Тиламук (енгл. Tillamook)
- IV) Салиши Унутрашњости (енгл. Interior Salish)
  - Шушвап (енгл. Shuswap)
  - Лилует (Слетлиам) (енгл. Lilloet)
  - Ингклакaпма (Томсон Ривер Салиш) (енгл. Nlaka`pamux)
  - Кор д Алејн (енгл. Coeur d’Alene)
  - Салиши Реке Коламбије (енгл. Middle Columbia River Salishans)
    - Санкијус (Санкијус-Коламбија) (енгл. Sinkayuse-Columbia)
    - Веначи народи (енгл. Wenatchee)
      - Веначи (енгл. Wenatchee)
      - Ентијат (енгл. Entiat)
      - Шелан (енгл. Chelan)

  - Оканоганколвил (енгл. Colville-Okanogan)
    - Северни 
      - Сенајх или Ероу Лејк (енгл. Sinixt)
      - Симилкамин (енгл. Similkameen)
      - Северни Оканоган (енгл. )

    - Јужни 
      - Колвил (енгл. Colville)
      - Метоу (енгл. Methow)
      - Сан Појл (енгл. San Poil)
      - Неспилем (енгл. Nespelem)
      - Јужни Оканоган (енгл. )

  - Монтански Салиши
    - Флатхед (Битер Рут Салиш, Салиш, Селиш) (енгл. Flathead, енгл. )
    - Калиспел (или Панд Ореј) (енгл. Kalispel, енгл. )
    - Спокен (енгл. Spokane)